# Studio Building (Paris)
Pour les articles homonymes, voir Studio Building.
Le Studio Building est un immeuble situé dans le 16e arrondissement de Paris conçu par l'architecte Henri Sauvage. Il a été réalisé en 1929-1932.

## Description

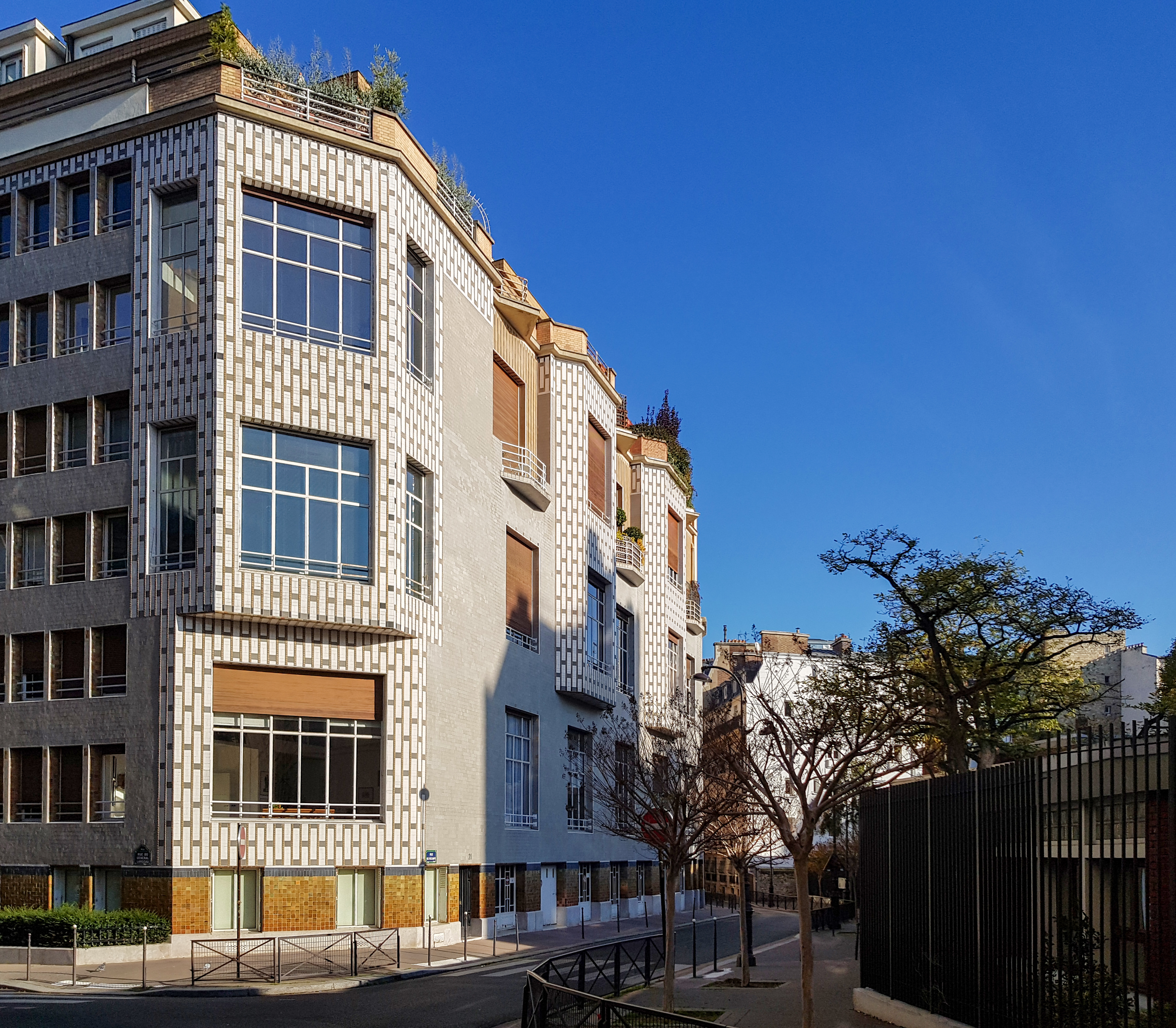
No 21, rue des Perchamps.

C'est un luxueux immeuble d'appartements style Art déco en duplex, dont l'entrée principale se situe 65, rue La Fontaine (16e arrondissement de Paris) mais dont les façades donnent également sur la rue du Général-Largeau et la rue des Perchamps. Il est entièrement carrelé de grès de Gentil & Bourdet, polychrome côté rue et blanc côté cour.
Il comprend 50 logements et ateliers d'artistes, dont des duplex éclairés par une verrière à double hauteur. L'un de ces duplex occupe plus de 230 m2.

## Historique
Construit en 1929-1932, il est inscrit aux Monuments historiques en 1975.
Sa façade a été ravalée en 1990. 